# Varennes-en-Argonne
Varennes-en-Argonne település Franciaországban, Meuse megyében. Lakosainak száma 629 fő (2022. január 1.). Varennes-en-Argonne Vienne-le-Château, Boureuilles, Charpentry, Cheppy és Montblainville községekkel határos.

## Népesség
A település népessége az elmúlt években az alábbi módon változott:
| Lakosok száma | 635  | 700  | 679  | 720  | 659  | 666  | 655  | 639  | 635  | 629  |
|               | 1968 | 1982 | 1990 | 2006 | 2013 | 2015 | 2017 | 2019 | 2020 | 2022 |